# 2643 Bernhard
2643 Bernhard eller 1973 SD är en asteroid i huvudbältet som upptäcktes den 19 september 1973 av den nederländsk-amerikanske astronomen Tom Gehrels vid Palomarobservatoriet. Den är uppkallad efter Bernhard av Lippe-Biesterfeld.
Asteroiden har en diameter på ungefär 3 kilometer och den tillhör asteroidgruppen Phocaea.